# Andres Raja
Andres Raja, né le 2 juin 1982 à Léningrad, RSFS de Russie, est un athlète estonien, spécialiste du décathlon. Il mesure 1,87 m pour 80 kg.

## Carrière
Il participe aux Jeux olympiques de Pékin en 2008, se classant 13e du décathlon avec 8 118 points. L'année suivante, il bat d'un seul point son record personnel, lors des Championnats du monde à Berlin avec 8 119 points.

### Palmarès
| Date | Compétition                           | Lieu      | Résultat | Épreuve    | Points |
| ---- | ------------------------------------- | --------- | -------- | ---------- | ------ |
| 2007 | Championnats du monde                 | Osaka     | 16e      | Décathlon  | 7 794  |
| 2008 | Championnats du monde en salle        | Valence   | 6e       | Heptathlon | 5 894  |
| 2008 | Coupe d'Europe des épreuves combinées | Hengelo   | 3e       | Décathlon  | 7 964  |
| 2008 | Jeux olympiques                       | Pékin     | 12e      | Décathlon  | 8 118  |
| 2009 | Championnats d'Europe en salle        | Turin     | 11e      | Heptathlon | 5 800  |
| 2009 | Coupe d'Europe des épreuves combinées | Szczecin  | 8e       | Décathlon  | 7 860  |
| 2009 | Championnats du monde                 | Berlin    | 15e      | Décathlon  | 8 119  |
| 2010 | Coupe d'Europe des épreuves combinées | Tallinn   | 3e       | Décathlon  | 8 023  |
| 2010 | Championnats d'Europe                 | Barcelone | 10e      | Décathlon  | 7 991  |
| 2011 | Coupe d'Europe des épreuves combinées | Toruń     | 1er      | Décathlon  | 8 114  |
| 2011 | Championnats du monde                 | Daegu     | 15e      | Décathlon  | 7 982  |

## Records personnels
| Épreuve           | Performance   | Lieu            | Date                           |
| ----------------- | ------------- | --------------- | ------------------------------ |
| 100 m             | 10 s 81       | Götzis          | 30 mai 2009                    |
| 200 m             | 21 s 52       | Tallinn         | 17 juillet 2011                |
| 400 m             | 48 s 83       | Viljandi        | 9 août 2011                    |
| 1 500 m           | 4 min 37 s 13 | Barcelone       | 29 juillet 2010                |
| 110 m haies       | 13 s 84       | Viljandi        | 9 août 2011                    |
| Saut en hauteur   | 2,04 m        | Barcelone Toruń | 28 juillet 2010 2 juillet 2011 |
| Saut à la perche  | 4,80 m        | Pékin Berlin    | 22 août 2008 20 août 2009      |
| Saut en longueur  | 7,51 m        | Rakvere         | 24 juillet 2008                |
| Lancer du poids   | 14,96 m       | Tallinn         | 19 juillet 2008                |
| Lancer du disque  | 44,94 m       | Tallinn         | 30 juin 2013                   |
| Lancer du javelot | 67,16 m       | Pékin           | 22 août 2008                   |
| Décathlon         | 8 119 pts     | Berlin          | 20 août 2009                   |

| Épreuve          | Performance   | Lieu    | Date             |
| ---------------- | ------------- | ------- | ---------------- |
| 60 m             | 6 s 95        | Valence | 8 mars 2008      |
| 1000 mètres      | 2 min 44 s 36 | Tallinn | 6 février 2011   |
| 60 mètres haies  | 7 s 83        | Tallinn | 6 février 2011   |
| Saut en hauteur  | 2,10 m        | Tallinn | 5 février 2011   |
| Saut à la perche | 4,80 m        | Tallinn | 3 février 2008   |
| Saut en longueur | 7,43 m        | Tartu   | 19 février 2012  |
| Lancer du poids  | 15,47 m       | Tallinn | 1er février 2013 |
| Heptathlon       | 6 114 pts     | Tallinn | 6 février 2011   |